# Dụ ngôn Người bạn quấy rầy
Dụ ngôn Người bạn quấy rầy (hay Dụ ngôn Người bạn giữa đêm khuya) là một dụ ngôn của Chúa Giêsu trong Tân Ước, văn bản được ghi chép trong Phúc âm Luca 11:5-8.

## Nội dung
| “                                                                 | Người còn nói với các ông: "Ai trong anh em có một người bạn, và nửa đêm đến nhà người bạn ấy mà nói: "Bạn ơi, cho tôi vay ba cái bánh, vì tôi có anh bạn lỡ đường ghé lại nhà, và tôi không có gì dọn cho anh ta ăn cả"; mà người kia từ trong nhà lại đáp: "Xin anh đừng quấy rầy tôi: cửa đã đóng rồi, các cháu lại ngủ cùng giường với tôi, tôi không thể dậy lấy bánh cho anh được."? Thầy nói cho anh em biết: dẫu người kia không dậy để cho người này vì tình bạn, thì cũng sẽ dậy để cho người này tất cả những gì anh ta cần, vì anh ta cứ lì ra đó. | ” |
| — Luca 11:5-8, Bản dịch của Nhóm Phiên dịch Các giờ kinh Phụng vụ | |   |

## Diễn giải
Bối cảnh mô tả trong dụ ngôn này cho thấy một người nông dân đang ngủ trong ngôi nhà nhỏ lúc giữa đêm khuya, cả vợ chồng, con cái cùng ngủ chung giường. Và có một người bạn tìm đến vay ba cái bánh làm thức ăn cho người khách vừa ghé nhà người ấy nghỉ.
Dụ ngôn này xuất hiện trong Phúc âm Luca ngay sau khi Chúa Giêsu dạy cầu nguyện bằng Kinh Lạy Cha, và do đó, có thể được coi nó là sự tiếp nối của Chúa Giêsu dạy cho các môn đệ cách cầu nguyện, nội dung đoạn này rất gần với đoạn Tân Ước ngay sau đó:
| “                                                                  | Thế nên Thầy bảo anh em: anh em cứ xin thì sẽ được, cứ tìm thì sẽ thấy, cứ gõ cửa thì sẽ mở cho. Vì hễ ai xin thì nhận được, ai tìm thì thấy, ai gõ cửa thì sẽ mở cho. | ” |
| — Luca 11:9-10, Bản dịch của Nhóm Phiên dịch Các giờ kinh Phụng vụ | |   |

Câu hỏi mở ra dụ ngôn ("Ai trong anh em có một người bạn,...?" có thể diễn tả như "Hãy thử tưởng tượng xem,...?") như để nhấn mạnh câu trả lời: "Không!", vì thực tế là không có người nào sẽ từ chối giúp đỡ bạn bè mình trong trường hợp như vậy. Tuy nhiên, Chúa Giêsu còn chỉ ra rằng, chính vì "tình bạn" là động lực để người chủ nhà này giúp đỡ cho bạn mình, cũng như câu 9-13, dụ ngôn này của Chúa Giêsu nêu lên cho các môn đệ một động lực để cầu nguyện đó là "tình yêu của Thiên Chúa". Dụ ngôn Quan tòa bất chính cũng có ý nghĩa tương tự.